# 39 aC

## Esdeveniments

### Imperi romà
- Gai Calvisi Sabí i Luci Marci Censorí són cònsols.

## Naixements
- Antonia Major filla de Marc Antoni.
- Júlia filla d'August.

## Necrològiques
- Quint Labiè, assassinat.